# Marc Chardonnens
Marc Chardonnens (1960 – 6 de abril de 2020) foi um funcionário do governo suíço.

## Biografia
Depois de estudar ciências agrícolas na ETH Zurich, Chardonnens concluiu um mestrado em administração pública na Universidade de Lausanne. Trabalhou no Departamento Federal de Proteção Ambiental de 1987 a 2004, depois no Departamento Federal de Meio Ambiente, Florestas e Paisagem, primeiro como colaborador científico e depois como líder no setor de gestão de resíduos.
Em 2004, foi nomeado chefe do departamento ambiental do cantão de Friburgo. Aqui, presidiu a conferência des chefs des services de la protection de l'environnement de 2011 a 2015. A 27 de janeiro de 2016, o Conselho Federal elegeu-o Diretor do Escritório Federal do Meio Ambiente após a saída de Bruno Oberle. Chardonnens assumiu o cargo a 11 de abril de 2016 e renunciou no final de janeiro de 2020, alegando problemas de saúde. Ele fez este anúncio a 7 de novembro de 2019, tendo sido posteriormente substituído pela diretora interina Christine Hofmann.